# Potentilla spodiochlora
Potentilla spodiochlora är en rosväxtart som beskrevs av Soják. Potentilla spodiochlora ingår i Fingerörtssläktet som ingår i familjen rosväxter. Inga underarter finns listade i Catalogue of Life.